# Avverkning
Avverkning är att hugga ned skog. Det finns olika sorters avverkning: första gallring, andra gallring, och slutavverkning:
- Första gallring görs när skogen är relativt ung. Man hugger (avverkar) då träd som är olika resten av beståndet eller skadade, men också för att särställa de finaste stammarna så att dessa växer bättre.
- Andra gallring innebär att man vid behov gör samma sak som vid första gallringen, alltså särställer ännu mer.
- Vid slutavverkning tas man ner resten av den grova skogen. Detta får göras olika tidigt beroende på markens produktionsförmåga, tidpunkten spänner mellan 45 och 100 år.

## Skogsvårdslagen
Enligt skogsvårdslagen får inte avverkning ske hur som helst. Bland annat får inte hyggen tas upp om skogen fortfarande är i god tillväxt. Föryngring som är större än 0,5 hektar måste anmälas till Skogsstyrelsen minst sex veckor i förväg. Särskilda bestämmelser gäller för avverkning av ädellövskog. I vissa delar, där marken är svårföryngrad, krävs tillstånd för att få slutavverka.

## Förberedelser
Innan avverkning utförs kan det vara bra att göra en inventering av beståndet för att utröna om det är lämpligt för avverkning, eller om något annat bestånd är lämpligare.
Det är lämpligt att tydligt märka upp det område som skall avverkas så att inte grannens skog blir avverkad av misstag. Dessutom kan träd som skall sparas i viltvårdande syfte behöva märkas ut. Körvägar kan behöva märkas ut så att transport av virket kan ske effektivt, vilket är speciellt viktigt om det är besvärlig terräng.

## Fällning, kvistning, aptering och brossling
Vid manuell eller motormanuell avverkning bör förutom de förberedelser som beskrivs i artikeln motorsåg även arbetet planeras så att kvistning kan ske effektivt och brossling (dialektalt även brössling) undvikas långa sträckor. Det är lämpligt att ordna bra underlägg att fälla träden på, så att de är på lagom avstånd från marken vid kvistning, samt att inte långa träd med lite kvist knäcks när de faller. Vid kvistning med motorsåg kan motorsågens tyngd få vila på stammen, när så är möjligt, så att skogsarbetarens rygg inte belastas i onödan. Att fälla träden så att de tyngsta stockarna hamnar i lämpliga högar med minimal brossling är oftast effektivt. Vid brossling är det lämpligt att väga eller rulla stammarna. Långa stammar kan vara enklare att hantera hela än uppkapade. Felaktig aptering kan kraftigt försämra värdet på virket. För att få bästa utbyte av virket är det nödvändigt att känna till prislistor och mätbestämmelser. Kvalitetsfel bör beaktas noga. Rotben kan behöva putsas av eftersom ett alltför utstående rotben kan göra en timmerstock helt värdelös. En kvarvarande kvist kan också göra en timmerstock helt värdelös.

## Arbetsredskap

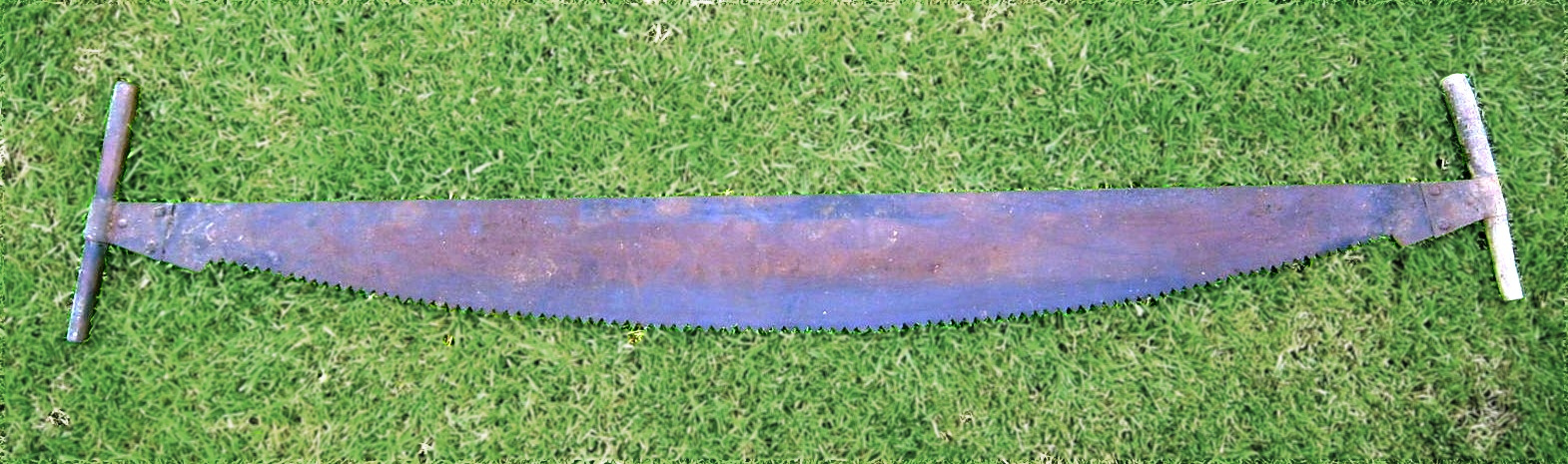
Stocksåg

Avverkning utfördes tidigare manuellt med yxa. Sågar var tidigare dyra och stocksåg var i allmänt bruk i Sverige först i slutet av 1800-talet. I slutet av 1800-talet började även försäljning i Sverige av USA-tillverkade enmanssågar, så kallad timmersvans. 

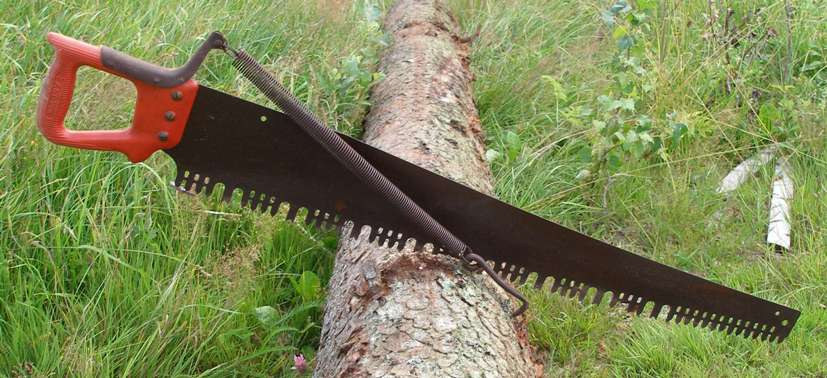
Sågkamraten

Omkring 1920-talet började ett tillbehör, sågkamraten, att användas till timmersvans. Sågkamraten var ett tillbehör som hade en fjäder som hjälpte till att dra tillbaka timmersvansen och på så sätt underlättade arbetet. Sågkamraten bestod av en spiralfjäder som med ett hålslaget järn fästes vid sågens handtag. I fjäderns andra ände satt en vass järnkrok som trycktes fast i stammen eller stocken. Stocksåg användes även fortsättningsvis som komplement till timmersvansen vid avverkning i grov skog. I början av 1900-talet började bågsåg användas vid avverkning i klena bestånd. Bågsågen underlättade arbetet väsentligt eftersom bågsågen med dess tunna och smala sågblad krävde väsentligt lägre kraft än tidigare typer av sågar med grova och breda sågblad. Under en kortare epok användes motorsåg för motormanuell avverkning. De första motorsågarna var stora och tunga och yxa användes därför vid kvistning till en bit in på 1960-talet. Senare var motorsågar lättare och användes även vid kvistning. Numera används oftast skogsmaskiner, så kallade skördare vid professionell avverkning. För mindre avverkningar, av hobbykaraktär och liknande, används fortfarande motorsåg vid avverkning.
Det finns två sorters skördare; engreppare och tvågreppare.